# Alica Schmidt
Alica Megan Schmidt (Worms, Alemania, 8 de noviembre de 1998), más conocida como Alica Schmidt, es una atleta alemana.

## Vida personal
Schmidt nació en 1998 en Worms, Alemania. Se mudó con su familia a Ingolstadt, Baviera, Alemania, cuando tenía un año, y asistió al Instituto Christoph Scheiner en Ingolstadt, y se graduó de la escuela secundaria en 2017. Luego se mudó a Potsdam y completó un año social voluntario con la Asociación de Atletismo de Brandenburgo. Ese mismo año, la revista australiana Busted Coverage describió a Schmidt como "La atleta más sexy del mundo". Después de escuchar esto, Schmidt dijo que "No sé por qué obtuve este título. El deporte claramente es lo primero". Ella lo atribuyó a un aumento de sus seguidores en las redes sociales; en junio de 2021, tenía más de 1,8 millones de seguidores en Instagram. Schmidt es patrocinada por BOSS.

## Palmarés

### Internacional
| Representando a Alemania \| Año \| Competición \| Sede \| Puesto \| Prueba \| Marca \| \| ---- \| ------------------------- \| ---------------- \| ------ \| --------- \| ------- \| \| 2017 \| Campeonato Europeo sub-20 \| Grosseto, Italia \| 2ª \| 4 × 400 m \| 3:33.08 \| \| 2019 \| Campeonato Europeo sub-23 \| Gävle, Suecia \| 3ª \| 4 × 400 m \| 3:33.83 \| | Representando a Alemania \| Año \| Competición \| Sede \| Puesto \| Prueba \| Marca \| \| ---- \| ------------------------- \| ---------------- \| ------ \| --------- \| ------- \| \| 2017 \| Campeonato Europeo sub-20 \| Grosseto, Italia \| 2ª \| 4 × 400 m \| 3:33.08 \| \| 2019 \| Campeonato Europeo sub-23 \| Gävle, Suecia \| 3ª \| 4 × 400 m \| 3:33.83 \| | Representando a Alemania \| Año \| Competición \| Sede \| Puesto \| Prueba \| Marca \| \| ---- \| ------------------------- \| ---------------- \| ------ \| --------- \| ------- \| \| 2017 \| Campeonato Europeo sub-20 \| Grosseto, Italia \| 2ª \| 4 × 400 m \| 3:33.08 \| \| 2019 \| Campeonato Europeo sub-23 \| Gävle, Suecia \| 3ª \| 4 × 400 m \| 3:33.83 \| | Representando a Alemania \| Año \| Competición \| Sede \| Puesto \| Prueba \| Marca \| \| ---- \| ------------------------- \| ---------------- \| ------ \| --------- \| ------- \| \| 2017 \| Campeonato Europeo sub-20 \| Grosseto, Italia \| 2ª \| 4 × 400 m \| 3:33.08 \| \| 2019 \| Campeonato Europeo sub-23 \| Gävle, Suecia \| 3ª \| 4 × 400 m \| 3:33.83 \| | Representando a Alemania \| Año \| Competición \| Sede \| Puesto \| Prueba \| Marca \| \| ---- \| ------------------------- \| ---------------- \| ------ \| --------- \| ------- \| \| 2017 \| Campeonato Europeo sub-20 \| Grosseto, Italia \| 2ª \| 4 × 400 m \| 3:33.08 \| \| 2019 \| Campeonato Europeo sub-23 \| Gävle, Suecia \| 3ª \| 4 × 400 m \| 3:33.83 \| | Representando a Alemania \| Año \| Competición \| Sede \| Puesto \| Prueba \| Marca \| \| ---- \| ------------------------- \| ---------------- \| ------ \| --------- \| ------- \| \| 2017 \| Campeonato Europeo sub-20 \| Grosseto, Italia \| 2ª \| 4 × 400 m \| 3:33.08 \| \| 2019 \| Campeonato Europeo sub-23 \| Gävle, Suecia \| 3ª \| 4 × 400 m \| 3:33.83 \| |
| Año | Competición | Sede | Puesto | Prueba | Marca |
| --- | --- | --- | --- | --- | --- |
| 2017 | Campeonato Europeo sub-20 | Grosseto, Italia | 2ª | 4 × 400 m | 3:33.08 |
| 2019 | Campeonato Europeo sub-23 | Gävle, Suecia | 3ª | 4 × 400 m | 3:33.83 |

## Marcas personales
| Prueba     | Marca   | Viento (m/s) | Lugar        | Fecha                |
| ---------- | ------- | ------------ | ------------ | -------------------- |
| 100 metros | 12.03   | +0.5         | Berlín       | 28 de agosto de 2020 |
| 200 metros | 24.17   | +2.0         | Dresden      | 10 de julio de 2020  |
| 400 metros | 52.21   |              | Braunschweig | 9 de agosto de 2020  |
| 800 metros | 2:14.60 |              | Regensburg   | 4 de junio de 2016   |

| Prueba     | Marca   | Lugar   | Fecha                |
| ---------- | ------- | ------- | -------------------- |
| 60 metros  | 7.83    | Potsdam | 26 de enero de 2020  |
| 200 metros | 24.19   | Leipzig | 8 de febrero de 2020 |
| 400 metros | 54.22   | Leipzig | 8 de febrero de 2020 |
| 800 metros | 2:20.69 | Fürth   | 23 de enero de 2016  |

1. ↑  23.94 con viento ilegal (Berlín, 2020)